# José Ortiz Bernal
José Ortiz Bernal (* 4. August 1977 in Almería) ist ein ehemaliger spanischer Fußballspieler, der viele Jahre bei UD Almería in der spanischen Primera División spielte.

## Spielerkarriere

### Die Anfänge
José Ortiz startete seine Karriere als Fußballer 1996 beim Amateurverein CD Roquetas, den er nach nur einer Saison wieder verließ, um zum Verein seiner Heimatstadt, UD Almería, zu wechseln. Dort konnte er in zwei Spielzeiten ein Tor in 20 Spielen erzielen beim Zweitliga-Absteiger. Anschließend ging er für eine Saison nach Italien, wo er sich bei Ravenna Calcio allerdings nicht durchsetzen konnte.

### Wieder in Almería
Nach der Rückkehr zu seinem Ex-Club wurde er dort Stammspieler und konnte auch seine Qualitäten als Torjäger unter Beweis stellen. In der Saison 2001/2002 gelang die Rückkehr in den Profifußball, 2006/2007 gar der erstmalige Aufstieg in die Primera División.
Nach insgesamt 12 Jahren Profifußball und über 300 Ligapartien in Almería wurde sein Vertrag nicht verlängert.

## Erfolge

### UD Almería
- 2001/02 – Aufstieg in die Segunda División
- 2006/07 – Aufstieg in die Primera División